# Eurohound
Eurohound es un tipo de perro criado como perro de trineo. Se trata de un cruce de las razas Alaskan Husky y Pointer.

## Historia

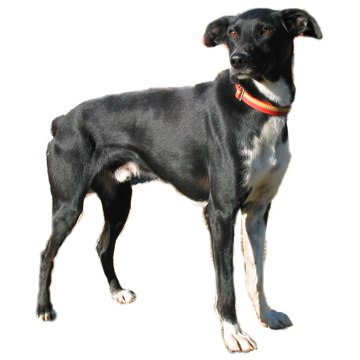
Eurohound

De acuerdo con Egil Ellis, campeón de carreras de trineos, durante los últimos 50 años han existido varios pointer populares entre los corredores de carreras de trineos. Además, los Alaskan Huskies se introducen en Suecia en los años 1980, de forma que los cruces entre pointers y huskies comenzaron para llegar a algo nuevo, algo que los "mushers" (conductores de trineos) no tenían en Alaska. "Un Eurohound es un cruce entre un Alaskan Husky y un Pointer alemán de pelo corto... Este cruce comienza a verse con éxito en el mundo escandinavo de carreras de trineo."
La Eurohound no es una raza pura de perro, sino un cruce continuo de razas puras con otros perros ya cruzados para conseguir producir perros para unas condiciones de carrera muy específicas. No se trata de conseguir un aspecto similar entre todos ellos, sino de tener un perro valioso tanto por su capacidad y trato en el trabajo como por su salud.